# Hirtella pendula
Hirtella pendula är en tvåhjärtbladig växtart som beskrevs av Jean-Baptiste de Lamarck och Daniel Carl Solander. Hirtella pendula ingår i släktet Hirtella och familjen Chrysobalanaceae. Inga underarter finns listade i Catalogue of Life.